# Asfaltová džungle
Asfaltová džungle (anglicky The Asphalt Jungle) je americký film noir režiséra Johna Hustona. Jedná se o jedno z nejstarších a nejslavnějších dramat popisujících precizní loupež šperků a její následky. Film byl natočen na námět stejnojmenné knihy W. R. Burnetta. Natáčelo se v Los Angeles a v Cincinnati, ve snímku se však konkrétního jména nedočkáme a příběh se tak odehrává v anonymním prostředí „asfaltové džungle“.

## Děj
Nedávno propuštěný legendární kriminálník „Doc“ Riedenschneider (Sam Jaffe) vyšel z vězení s báječným plánem v hlavě. S pomocí peněz zlotřilého advokáta Emmericha (Louis Calhern) sestaví skupinku, která uskuteční velkolepou loupež šperků.
Členy jsou Dix (Steling Hayden), sympatický, několikrát trestaný drsňák, který by se rád vzdal svého beznadějného životního stylu a pomocí zisku z loupeže financoval založení vlastní koňské farmy, řidič Gus Minissi (James Whitmore), osvědčený kasař Louis Ciavelli (Anthony Caruso) a prostředník, slizký bookmaker Cobby (Marc Lawrence).
Vrcholem filmu je jedenáctiminutová sekvence samotné loupeže. Ciavelli se spustí do kanálu, probourá se do klenotnictví, deaktivuje alarm a vpustí ostatní členy dovnitř. Dlouho neodolává ani trezor, všechno přestane jít, jak má, až při odchodu, kdy se k loupeži nachomýtne strážník, a ač je rychle odzbrojen, jeho zbraň zraní Ciavelliho.
Opravdové problémy však mají ještě nastat. Emmerich totiž sleduje své vlastní cíle, stojí na pokraji bankrotu a nemá takřka ani floka; když za ním přijdou Dix s Docem, požadujíce za šperky 500 000 dolarů v hotovosti, dojde k ostré výměně názorů, při níž je postřelen i Dix.
Kruh se začne stahovat. Zkorumpovaný policista Ditrich (Barry Kelley) zmáčkne svého práskače Cobbyho, který mu vyklopí, co se dá. Emmerich spáchá sebevraždu. K Ciavellimu vrazí policisté právě, když jeho rodina truchlí nad rakví, Gus je sebrán v telefonní budce a Doc když si začíná užívat života. Dix se nechce jen tak vzdát, a přes svoje zranění uteče i z lékařova lůžka. Nakonec vyčerpán umírá na pastvině, olizován svými vysněnými koňmi – alespoň nějak se jeho sen stal skutečností.

## V hlavních rolích
- Sterling Hayden - Dix Handley
- Louis Calhern - Alonzo D. 'Lon' Emmerich
- Jean Hagen - Doll Conovan
- James Whitmore - Gus Minissi
- Sam Jaffe - Doc Erwin Riedenschneider
- John McIntire - Police Commissioner Hardy
- Barry Kelley - Det. Lt. Ditrich
- Anthony Caruso - Louis Ciavelli
- Teresa Celli - Maria Ciavelli
- Marilyn Monroe - Angela Phinlay
- William 'Wee Willie' Davis - Timmons
- Dorothy Tree - May Emmerich

## Ocenění
Asfaltová džungle byla nominována na čtyři Oscary: John Huston za režii a společně s Benem Maddowem i za scénář, Sam Jaffe za vedlejší mužskou roli a Harold Rosson za černobílou kameru. Dále byl film nominován za nejlepší snímek na britskou cenu BAFTA. John Huston s Benem Maddowem za scénář a sám za režii a Harold Rosson za kameru byli nominováni i na Zlatý globus. V Benátkách se snímek ucházel o hlavní cenu - Zlatého lva.

## Zajímavosti
- Ve snímku si i zahrála menší roli i vycházející hvězda Marylin Monroe, na pozdějších plakátech se tak často objevovala právě ona, ačkoliv rozhodně není hlavní postavou příběhu.
- Ve své době se jednalo o velmi novátorský pohled na zločin očima kriminálníků. Filmem se inspirovalo mnoho slavných děl - např. Pět lupičů a stará dáma (1955), Zabíjení (1956), Du rififi chez les hommes (1955), Dannyho jedenáctka (1960), Psí odpoledne (1975) nebo Obvyklí podezřelí (1995).